# Rivière Canatagami
La rivière Canatagami est un affluent de la rive sud de la rivière Manouane. Son cours est situé du côté ouest de la rivière Saint-Maurice, dans le territoire de La Tuque, en Mauricie, au Québec, au Canada.
Le cours de la rivière traverse les cantons de Frémont, de Châteauvert, et de Desane. Ce cours d'eau fait partie du bassin versant de la rivière Saint-Maurice laquelle se déverse à Trois-Rivières sur la rive nord du fleuve Saint-Laurent.
L’activité économique du bassin versant de la rivière Canatagami est la foresterie. Le cours de la rivière coule entièrement en zones forestières. La surface de la rivière est généralement gelée du début de décembre jusqu’au début d’avril.

## Géographie
La rivière Canatagami prend sa source à l’embouchure du petit lac sans nom (longueur : 0,2 km ; altitude : 455 m) situé dans le canton de Frémont. L’embouchure de ce lac est située à 13,5 km au sud-est de la confluence de la rivière Canatagami et à 24,3 km au sud du centre du village de Weymontachie.
À partir de l’embouchure du lac de tête, la rivière Canatagami coule sur 19,7 km, selon les segments suivants :

### Cours supérieur de la rivière Canatagami
(segment de 10,3 km)
- 1,1 km vers le nord-ouest dans le canton de Frémont, en traversant un premier lac, puis en traversant le tiers d’un second lac sans nom lequel chevauche la limite du canton de Frémont et de Châteauvert ;
- 4,4 km vers le nord dans le canton de Châteauvert, en traversant quatre petits lacs, puis en longeant le côté est du lac Drôle, et en traversant le lac Yvon jusqu’à son embouchure ;
- 4,8 km vers l'ouest, jusqu’à la rive est du lac du Coucou ;

### Cours inférieur de la rivière Canatagami
(segment de 9,4 km)
- 3,0 km vers l'ouest, puis vers le nord, en traversant le lac du Coucou (longueur : 2,9 km ; altitude : 384 m), jusqu’au barrage situé à l’embouchure, soit dans la partie nord ;
- 2,7 km vers le nord en coupant une route forestière et en serpentant jusqu’au ruisseau Jeff (venant de l’est) ;
- 3,0 km (ou 1,5 km en ligne directe) vers le nord-ouest en coupant une route forestière et en serpentant dans une zone de marais, jusqu’à la limite du canton de Dessane ;
- 0,7 km vers le nord-ouest, en recueillant les eaux du ruisseau du Sable (venant de l’est), jusqu’à la confluence de la rivière[2].

La rivière Canatagami se déverse dans le canton de Dessane, sur la rive sud de la rivière Manouane sur une petite zone de grès.
La confluence de la rivière Canatagami est située à :
- 74,4 km au nord-est de Manawan ;
- 2,1 km en aval (soit du côté nord-est du barrage de l’embouchure du lac Châteauvert ;
- 16,4 km au sud-est du centre du village de Weymontachie ;
- 92,5 km au nord-ouest du centre-ville de La Tuque.

## Toponymie
Le toponyme rivière Canatagami a été officialisé le 5 décembre 1968 à la Commission de toponymie du Québec.